# Marsalforn
Marsalforn (nome ufficiale italiano sino al 1934 Marsalforno) è un villaggio sulla costa nord est dell'isola di Gozo, la seconda isola dell'arcipelago Maltese per dimensioni, dislocato tra le colline di Xagħra e Żebbuġ.
Il villaggio è parte del Consiglio Locale di Żebbuġ  ed è la località turistica più conosciuta nell'isola di Gozo. Vi sono alcuni hotel, molti ristoranti, alcune spiagge e un lungomare che segue tutta la costa in corrispondenza del paese.

## Origine del nome
Marsalforno è una parola composta. "Marsa" è una parola araba estinta, che significava "porto" o "baia".
C'è disaccordo riguardo all'origine della seconda parte del nome, "forno", che in maltese, così come in italiano, significa "panificio", "forno", ma non vi sono prove che questo abbia a che fare con Marsalforno, per via del fatto che un villaggio di piccole dimensioni raramente aveva un forno in passato.
Più probabile invece che il nome derivi, come altri porti gozitani, dal nome di un tipo di imbarcazione. In questo caso deriverebbe quindi da "Liburna", un tipo di nave illirico, che divenne "livurna" in greco e "lifurna" in arabo.
Potrebbe anche derivare da "forna", una parola gozitana usata dai marinai del posto per riferirsi a una cava scavata dal mare, una tipica formazione rocciosa presente su tutta la costa di Marsalforno, la più conosciuta delle quali è detta di Càucola.
Non sono noti i motivi per i quali alcune fonti si riferiscano al villaggio gozitano con il toponimo di Marsalfora; tra le ipotesi più accreditate vi è quella di un tentativo approssimativo di re-italianizzazione/re-maltesizzazione del toponimo dopo la sua francesizzazione in Marsalfour.

## Curiosità
A sud di Marsalforno, verso Rabat, si trova una fertile vallata coltivata attorniata da basse colline, su una delle quali è stata posizionata la statua del Salvatore, che domina il paesaggio circostante.
Come detto negli Atti degli Apostoli San Paolo naufragò a Malta, ma la leggenda racconta che è da Marsaforno che si imbarco per la Sicilia e l'Italia continentale. Nel ventunesimo secolo questa leggenda è ricordata dall'emblema del villaggio, che consiste in una vipera avvolta attorno ad una spada: si riferisce ad un episodio che accadde al Santo quando rimase illese dopo esser stato morso da una vipera.
La chiesa del villaggio, dedicata a San Paolo Naufrago, è dedicata alla partenza del Santo alla volta dell'Italia continentale; venne costruita nel XIV secolo e rimaneggiata svariate volte.